# Julienne (Charente)
Julienne és un municipi francès situat al departament del Charente i a la regió de la Nova Aquitània. L'any 2007 tenia 433 habitants.

## Demografia

### Població
El 2007 la població de fet de Julienne era de 433 persones. Hi havia 162 famílies de les quals 28 eren unipersonals (4 homes vivint sols i 24 dones vivint soles), 51 parelles sense fills, 67 parelles amb fills i 16 famílies monoparentals amb fills.
La població ha evolucionat segons el següent gràfic:
Habitants censats

### Habitatges
El 2007 hi havia 189 habitatges, 167 eren l'habitatge principal de la família, 6 eren segones residències i 16 estaven desocupats. 186 eren cases i 3 eren apartaments. Dels 167 habitatges principals, 140 estaven ocupats pels seus propietaris, 24 estaven llogats i ocupats pels llogaters i 4 estaven cedits a títol gratuït; 1 tenia una cambra, 2 en tenien dues, 9 en tenien tres, 52 en tenien quatre i 103 en tenien cinc o més. 123 habitatges disposaven pel capbaix d'una plaça de pàrquing. A 53 habitatges hi havia un automòbil i a 107 n'hi havia dos o més.

### Piràmide de població
La piràmide de població per edats i sexe el 2009 era:
| Homes | Edats   | Dones |
| ----- | ------- | ----- |
| 0     | 95 o +  | 0     |
| 0     | 90 a 94 | 0     |
| 0     | 85 a 89 | 4     |
| 0     | 80 a 84 | 0     |
| 8     | 75 a 79 | 4     |
| 8     | 70 a 74 | 8     |
| 4     | 65 a 69 | 20    |
| 8     | 60 a 64 | 4     |
| 8     | 55 a 59 | 12    |
| 8     | 50 a 54 | 8     |
| 20    | 45 a 49 | 12    |
| 20    | 40 a 44 | 24    |
| 16    | 35 a 39 | 16    |
| 12    | 30 a 34 | 8     |
| 16    | 25 a 29 | 12    |
| 8     | 20 a 24 | 12    |
| 16    | 15 a 19 | 20    |
| 32    | 10 a 14 | 16    |
| 8     | 5 a 9   | 20    |
| 16    | 0 a 4   | 0     |

## Economia
El 2007 la població en edat de treballar era de 281 persones, 223 eren actives i 58 eren inactives. De les 223 persones actives 204 estaven ocupades (109 homes i 95 dones) i 19 estaven aturades (9 homes i 10 dones). De les 58 persones inactives 21 estaven jubilades, 15 estaven estudiant i 22 estaven classificades com a «altres inactius».

### Ingressos
El 2009 a Julienne hi havia 177 unitats fiscals que integraven 466,5 persones, la mediana anual d'ingressos fiscals per persona era de 18.288 €.

### Activitats econòmiques
Dels 13 establiments que hi havia el 2007, 1 era d'una empresa alimentària, 1 d'una empresa de fabricació d'altres productes industrials, 5 d'empreses de construcció, 1 d'una empresa de comerç i reparació d'automòbils, 2 d'empreses financeres i 3 d'empreses de serveis.
Dels 5 establiments de servei als particulars que hi havia el 2009, 2 eren paletes, 1 guixaire pintor, 1 fusteria i 1 electricista.
L'any 2000 a Julienne hi havia 13 explotacions agrícoles que ocupaven un total de 550 hectàrees.

## Equipaments sanitaris i escolars
El 2009 hi havia una escola elemental integrada dins d'un grup escolar amb les comunes properes formant una escola dispersa.

## Poblacions més properes
El següent diagrama mostra les poblacions més properes.